# Ungarische Eishockeyliga 1951/52
Die Saison 1951/52 war die 15. Spielzeit der ungarischen Eishockeyliga, der höchsten ungarischen Eishockeyspielklasse. Meister wurde zum ersten Mal in der Vereinsgeschichte überhaupt Vörös Meteor Budapest.

## Modus
In der Hauptrunde absolvierte jede der sechs Mannschaften insgesamt zehn Spiele. Der Erstplatzierte der Hauptrunde wurde Meister. Für einen Sieg erhielt jede Mannschaft zwei Punkte, bei einem Unentschieden gab es einen Punkt und bei einer Niederlage null Punkte.

## Hauptrunde

### Tabelle
|    | Klub                  | Sp | S | U | N | Tore  | Punkte |
| -- | --------------------- | -- | - | - | - | ----- | ------ |
| 1. | Vörös Meteor Budapest | 10 | 7 | 2 | 1 | 52:14 | 16     |
| 2. | Postás Közhír         | 10 | 6 | 3 | 1 | 52:12 | 15     |
| 3. | Kinizsi SE Budapest   | 10 | 6 | 1 | 3 | 46:21 | 13     |
| 4. | Építõk Budapest       | 10 | 5 | 2 | 3 | 32:28 | 12     |
| 5. | Postás Budapest       | 10 | 1 | 0 | 9 | 10:58 | 2      |
| 6. | Szikra Budapest       | 10 | 1 | 0 | 9 | 9:68  | 2      |

Sp = Spiele, S = Siege, U = unentschieden, N = Niederlagen, OTS = Overtime-Siege, OTN = Overtime-Niederlage, SOS = Penalty-Siege, SON = Penalty-Niederlage